# Shahumyani trchnafabrika
Shahumyani trchnafabrika là một đô thị thuộc tỉnh Armavir, Armenia. Dân số ước tính năm 2011 là 1227 người.